# ComediCompagniet
ComediCompagniet är ett teatersällskap i Örebro

## Historik
ComediCompagniet hade sitt ursprung i Örebro Studentspex, men efter studietidens slut fortsatte medlemmarna som ett fristående teatersällskap. Den första uppsättningen under det nya namnet var Slott till salu (1995) och därefter följde i rask takt ett antal komedier och senare även krogshower under åren 1995-2002. Gruppens frontfigur var Kalle Selander, manusförfattare, skådespelare, regissör och producent. Två av gruppens medlemmar, Peter Kjellström och Jenny Wåhlander lämnade gruppen i början av 2000-talet för att medverka i ett flertal av Peter Flacks Hjalmar-revyer.

## Uppsättningar
- Slott till salu (1994) - Komedi, Nya Parkteatern
- Herr Maj-Britts äggröra (1995) - Komedi,Nya Parkteatern, senare sommarteater i Wadköping
- Spiken i kistan (1996) - Komedi, Gamla Röda Kvarn, senare sommarteater i Wadköping
- Går det så går det (1997) - Krogshow, Gamla Röda Kvarn, senare även på Elite Stora Hotellet
- Par i parasiter (1998) - Komedi, Nya Parkteatern
- Svampengalan (1999) - Revy, Nya Parkteatern
- ComediCompagniet på Storan (2000) - Krogshow, Elite Stora Hotellet
- ComediCompagniet Live (2001) - Krogshow, Elite Stora Hotellet

Gruppen gav även ut CD:n Comedicompagniet Vol. 1 (guld) 2001 med låtar från flera av uppsättningarna. Ett urval av låtarna finns upplagda på Youtube.
Revyn Svampengalan sändes i nedkortat skick i Sveriges Television påsken 2000.